# Saint-Maclou-la-Brière
Saint-Maclou-la-Brière – miejscowość i gmina we Francji, w regionie Normandia, w departamencie Sekwana Nadmorska.
Według danych na rok 1990 gminę zamieszkiwały 392 osoby, a gęstość zaludnienia wynosiła 79 osób/km² (wśród 1421 gmin Górnej Normandii Saint-Maclou-la-Brière plasuje się na 535. miejscu pod względem liczby ludności, natomiast pod względem powierzchni na miejscu 692.).